# Mututicachi
Mututicachi, nekadašnje selo Teguima Indijanaca, šire skupine Ópata, na gornjem toku rijeke rio Sonora u Sonori, Meksiko. Utemeljenjem misije u Suamci (1730), bizu današnjeg Santa Cruza u Sonori, bilo je napušteno. Rudo Ensayo (oko 1762) kaže da je to selo Indijanaca Pima, što Hodge smatra nesumnjivom pogreškom. Populacija mu je 1900. iznosila 27; Današnje naselje nalazi se u općini Bacoachi na nadmosrskoj visini od 1 140 m. i ima oko 40 stanovnika.